# Hadena mesolampra
Hadena mesolampra là một loài bướm đêm trong họ Noctuidae.